# Abbaye de Sherborne
L'abbaye de Sherborne est une église de l'Église d'Angleterre située à Sherborne, dans le Dorset, en Angleterre. Elle relève du diocèse de Salisbury.

## Histoire
Le site de Sherborne est occupé à l'origine par le monastère breton de Lanprobus. Après la conquête de la région par le royaume anglo-saxon du Wessex, il devient vers 705 le siège d'un nouvel évêché attribué à Aldhelm.
Le chapitre de chanoines de Sherborne est transformé en abbaye bénédictine en 998 par l'évêque Wulfsige III. Son successeur Ælfwold II fait reconstruire la cathédrale entre 1045 et 1058. Après la conquête normande de l'Angleterre, le siège épiscopal est transféré en 1078 à Old Sarum, pour aboutir finalement à Salisbury.
Après la dissolution des monastères, en 1539, le bâtiment est racheté par les habitants de Sherborne pour en faire leur église paroissiale.

## Architecture
Les ruines de l'abbaye sont un scheduled monument, tandis que l'église abbatiale (l'ancienne cathédrale) est un monument classé de Grade I. Il ne subsiste guère du bâtiment anglo-saxon d'origine qu'une modeste porte au nord-ouest, le reste ayant été reconstruit au début du XIIe siècle sous l'épiscopat de Roger de Salisbury. L'ensemble a ensuite été transformé en style gothique perpendiculaire. L'église possède l'un des ensembles les plus riches de clefs de voûte sculptées d'Angleterre de la fin du Moyen Âge.